# Taxe d'enlèvement des ordures ménagères
Ne doit pas être confondu avec Redevance d'enlèvement des ordures ménagères.
La taxe sur les déchets ménagers (Taxe d'enlèvement des ordures ménagères ou TEOM en France) est une taxe payée par tout propriétaire (ménages, entreprises…) d’un bien soumis à la taxe foncière sur les propriétés bâties ou qui en est temporairement exonéré. La TEOM est donc un impôt dû par le contribuable – contrairement à une redevance, versée par un usager en fonction du service rendu. Elle contribue au financement de la collecte et du traitement des déchets. Elle pourrait selon certains être assimilée à un prélèvement obligatoire. Toutefois, elle n'en a pas la qualité officielle reconnue par l'administration.

## En Europe
- Aux Pays-Bas, la taxe sur la mise en décharge est « élevée » (85 €/tonne). Elle a encouragé le recyclage qui s'est accru de 5 % par an en moyenne de 1995 à 2005.
- En Suède, une taxe de 40 €/tonne, a diminué la mise en décharge de 13,6 % par an de 1999 à 2006, alors que le recyclage augmentait de 4,6 %/an.

### En France
La TEOM a été instaurée en 1926 afin de pourvoir aux dépenses du service d’enlèvement des ordures ménagères dans la mesure où celles-ci ne sont pas couvertes par des recettes ordinaires n’ayant pas le caractère fiscal.

#### L’institution de la taxe d’enlèvement des ordures ménagères
Le code général des impôts la prévoit à l'article 1609.
Les communes et les établissements publics de coopération intercommunale qui assurent, au moins, la collecte des déchets des ménages, peuvent instituer une taxe destinée à pourvoir aux dépenses du service dans la mesure où celles-ci ne sont pas couvertes par des recettes ordinaires n'ayant pas le caractère fiscal. La Taxe d'enlèvement des ordures ménagères est donc une taxe facultative ; la collectivité peut décider de ne pas l'instituer et, dans ce cas, le service sera financé par son budget général ou par la redevance d’Enlèvement des Ordures Ménagères (REOM).
La TEOM constitue le principal mode de financement du service public d’enlèvement et de traitement des ordures ménagères. En 2012, seules 3 % des communes ou EPCI finançaient la gestion des déchets à partir du budget général, 68 % avaient recours à la TEOM et enfin 29 % avaient institué la REOM. La REOM est plus utilisée en milieu rural, sans pour autant y être prépondérante. Ainsi, 35 % des communes de moins de 500 habitants perçoivent la REOM et cette proportion décroît progressivement au fur et à mesure que la population augmente.
La redevance spéciale
Dans le cas où il est décidé d'instituer la TEOM, il est obligatoire de mettre en place une redevance spéciale (article L.2333-78 du Code général des collectivités territoriales) applicable aux déchets non ménagers (industries, artisans, commerçants et autres) appelés « déchets assimilés »,.
La redevance spéciale est considérée comme un complément de financement du service de traitement et de collecte des déchets et elle permet une participation au financement du service par des producteurs de déchets n’ayant pas de foncier bâti.
Chaque année, la collectivité qui institue la redevance spéciale doit prendre une délibération indiquant les règles de calcul de la redevance et, éventuellement, la liste des redevables de la redevance spéciale pour lesquels elle demande l’exonération de la TEOM.

#### Personnes taxables
La taxe est due par tout propriétaire d’une propriété imposable à la taxe foncière sur les propriétés bâties situées dans une zone où les déchets ménagers sont collectés. La taxe est établie au nom des propriétaires ou usufruitiers. Elle est ainsi dépourvue de tout lien avec la qualité d’occupant du local, mais peut être répercutée par les propriétaires sur leurs locataires.
Sont exonérés de la TEOM :
- les usines,
- les locaux sans caractère industriel ou commercial pris en location par l‘État, les collectivités territoriales et les établissements publics, scientifiques, d'enseignement et d'assistance et affectés à un service public
- les locaux exonérés de taxe foncière et en particulier les propriétés de l’État, des collectivités territoriales et établissements publics affectés à un service public et non productifs de revenus ;
- sauf délibération contraire de la commune ou du groupement de commune, les immeubles situés dans une partie de la commune non desservie par le service de collecte ;
- sur délibération motivée de la collectivité renouvelée chaque année, les locaux à usage industriel et commercial.

En cas de vacance d'une durée supérieure à trois mois, il peut être accordé décharge ou réduction de la taxe sur réclamation présentée dans les conditions prévues en pareil cas, en matière de taxe foncière.

#### Calcul de la TEOM
La base imposable
La taxe est assise sur la valeur locative cadastrale des propriétés bâties, même si ces dernières sont exonérées temporairement de taxe foncière, voire exonérées de manière permanente de taxe foncière lorsqu'il s'agit de logements de fonctions des fonctionnaires. Depuis 2006, les collectivités ont la possibilité de prendre une délibération plafonnant la valeur locative cadastrale utilisée pour le calcul de la taxe. Si les locaux non desservis par le service d'enlèvement sont exonérés de la taxe, les collectivités territoriales concernées peuvent prendre une délibération contraire.
Le taux
Les collectivités votent, pour l'année civile, le taux applicable sur leur territoire. Il leur est possible de définir des zones sur lesquelles s'appliqueront des taux différents ; ce pour tenir compte des différences dans le service rendu (par exemple, un ramassage hebdomadaire au lieu d'un ramassage quotidien donnera lieu à application d'un taux inférieur). Le taux peut varier entre un montant symbolique proche de zéro et un taux tel qu'il couvre entièrement le coût du ramassage et du traitement des ordures ménagères (mais il ne peut être source de profit).

#### Tarification incitative
La loi Grenelle I (2009) permet à la collectivité chargée des ordures ménagères de mettre en place une partie incitative dans la TEOM (TEOMI). La loi de finances pour 2012 a effectivement créé la TEOM incitative (dont la mise en place reste facultative). Elle vise à encourager l'usager à modifier ses comportements en générant moins de déchets afin d'obtenir une diminution des quantités de déchets produits, d'augmenter le tri (collectes sélectives, déchetteries) pour une meilleure valorisation, et d'optimiser les services pour une maîtrise des coûts.
Cette part incitative s'ajoute à la part fixe de TEOM, déterminée dans les conditions de droit commun. La part incitative doit être comprise entre 10 % et 45 % du produit total de la taxe.
La part incitative est assise sur la quantité des déchets produits par chaque local imposable l’année précédant celle de l’imposition. Le tarif fixé par unité de quantité de déchets produit peut également être différencié par nature de déchets. Différents types de mesures peuvent être utilisés afin de quantifier la production de déchets ménagers produits.

#### Paiement de la TEOM
La taxe d'enlèvement des ordures ménagères (TEOM) est réclamée sur le même avis d'imposition que les taxes foncières. La taxe est due par le redevable de la taxe foncière qui est, en général, le propriétaire. Les propriétaires ont la possibilité de reporter cette taxe dans les charges locatives réclamées aux locataires. Des frais de gestion de la fiscalité locale s'ajoutent au montant de la taxe. Pour les logements de fonctions occupés par des fonctionnaires et exonérés de manière permanente de taxe foncière, la taxe est due par le fonctionnaire qui l'occupe.

#### Obligation d’information
Le code général des collectivités territoriales (CGCT) prévoit que les communes et leurs groupements de plus de 10 000 habitants retracent dans un état spécial annexé aux documents budgétaires, d’une part, le produit de la TEOM et, d’autre part, les dépenses, directes et indirectes, relatives à l’exercice de la compétence.
Le CGCT prévoit que le maire ou le président de l’EPCI présente chaque année un rapport sur le prix et la qualité du service public de collecte et de traitement des ordures ménagères.

#### Poids économique et fiscal de la TEOM
En 2012, les communes et leurs groupements ont perçu 6,088 milliards au titre de la TEOM et 148 millions d’euros au titre de la redevance spéciale.

#### Autres taxes
Le Grenelle de l'environnement dans la loi de finances 2009, a poussé à rénover la Taxe générale sur les activités polluantes (TGAP) déchets (hors déchets dangereux et gravats relevant d'autres textes).